# Viktor Shamburkin
Viktor Shamburkin, né le 12 octobre 1931 à Leningrad (RSFSR) et mort le 11 mai 2018 à Moscou (Russie), est un tireur sportif soviétique puis russe.

## Palmarès

### Jeux olympiques d'été
- Jeux olympiques d'été de 1960 de Rome
  -  Médaille d'or en 50 m carabine trois positions[2]